# 다이고

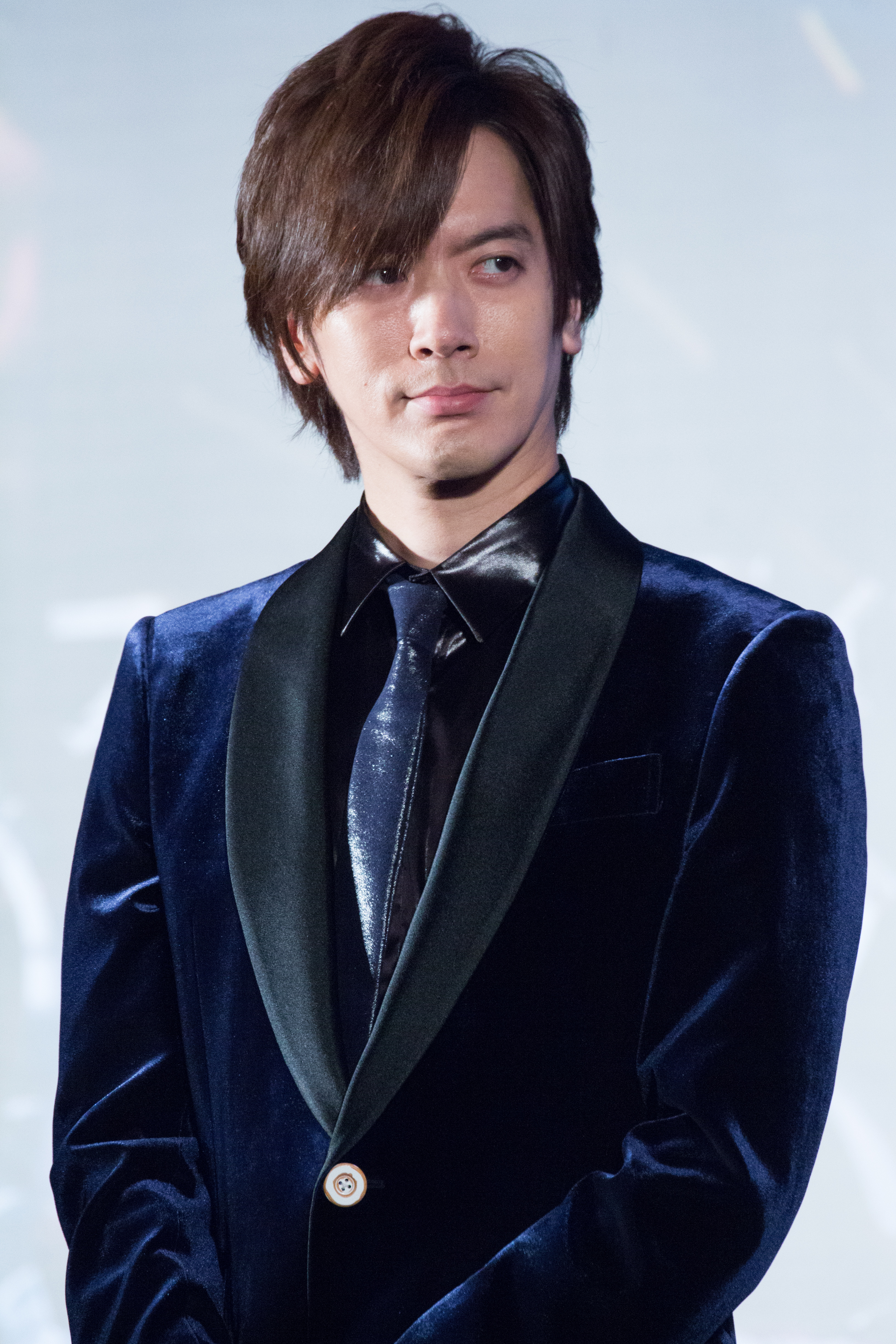

DAIGO(다이고)는 일본의 록 밴드 BREAKERZ의 멤버이다. 본명은 나이토 다이고(内藤大湖)이다.

## 개요
- 2003년에 DAIGO☆STARDUST라는 솔로 가수로 데뷔했다.
- 2007년부터는 밴드 BREAKERZ로 활동하기 시작했다.
- 2016년 1월 11일 배우 키타가와 케이코와 결혼하였다.

## 가족
- 외할아버지 : 일본 내각총리대신 출신 다케시타 노보루
- 누나 : 만화가 에이키 에이키
- 배우자 : 배우 키타가와 케이코 (2016년 1월 11일 ~ 현재)

## 출연

### 텔레비전 드라마
- 러브 셔플 (2009년)

· 히간바나 (2016년)